# Céfidérocol
Le céfidérocol (commercialisé sous le nom de Fetcroja par le groupe Shionogi) est un antibiotique de la classe des céphalosporines sidérophores qui inhibe la formation de peptidoglycane, un élément clé de la paroi cellulaire bactérienne. 
Il pénètre dans l'espace périplasmique bactérien en contournant les canaux de porine bactérienne en utilisant le propre système de transport du fer de la bactérie pour y être transporté.
Il a obtenu en France son autorisation temporaire d'utilisation (ATU) le 17 juin 2020.